# Carrie Ingalls
Caroline Celestia (Carrie) Ingalls Swanzey (Montgomery County (Kansas), 31 augustus 1870 - Pennington County, (South Dakota), 2 juni 1946), kortweg Carrie, was het derde kind van Caroline en Charles Ingalls. Zij is de jongere zuster van Laura Ingalls Wilder, bekend van haar Het kleine huis op de prairie-boeken.
Haar ouders waren pioniers die op verschillende plaatsen in het Midden-Westen woonden. Uiteindelijk vestigden ze zich in De Smet, South Dakota. Gedurende haar tienerjaren werd Carrie letterzetter voor de "DeSmet News", en later voor andere kranten in de staat. Op 1 augustus 1912 trouwde zij met weduwnaar David N. Swanzey. Zij was erg enthousiast over Laura's boeken en hielp haar bij het delen van haar herinneringen uit hun kindertijd. Zij stierf vrij plotseling op
2 juni 1946 op de leeftijd van 75 jaar.
In de serie Het kleine huis werd haar rol vertolkt door de tweeling Lindsay en Sidney Greenbush (1974-1982) en Haley McCormick (1997).